# جامي سلكريك
جامي سلكريك (بالإنجليزية: Jamie Selkirk)‏ (و. القرن 20  م) هو مونتير، ومنتج أفلام، وممثل نيوزلندي، ولد في نيوزيلندا.

## جوائز وترشيحات
حصل على جوائز منها:

جائزة الأوسكار لأفضل مونتاج، عن عمل: سيد الخواتم: عودة الملك
ترشح لـ:
جائزة الأوسكار لأفضل مونتاج، عن عمل: سيد الخواتم: عودة الملك.

## وصلات خارجية
- جامي سلكريك على موقع IMDb (الإنجليزية)
- جامي سلكريك على موقع ألو سيني (الفرنسية)
- جامي سلكريك على موقع أول موفي (الإنجليزية)
- جامي سلكريك على موقع قاعدة بيانات الأفلام السويدية (السويدية)
- جامي سلكريك على موقع قاعدة بيانات الفيلم (الإنجليزية)
- جامي سلكريك على موقع كينوبويسك (الروسية)